# Тиберий (сын Маврикия)
Тиберий (греч. Τιβέριος) — сын и соправитель Маврикия.
Тиберий был сыном византийского императора Маврикия и Константины. Феофилакт Симокатта сообщает, что Тиберий играл существенную роль при своём отце и был его потенциальным наследником. В завещании Маврикия Тиберий становился правителем следующих областей: «старого Рима и отдал ему Италию и острова по Тирренскому морю». Феодосию отводился Восток, а остальным сыновьям — Иллирик и Африка. Джон Багнелл Бьюри сообщает, что завещание было написано на пятнадцатом году правления Маврикия во время его тяжкой болезни.
В 590 году Тиберий был объявлен соправителем, но неизвестно с каким титулом — Цезарем или Августом. Однако планам Маврикия о разделении империи не было суждено сбыться из-за восстания Фоки в 602 году. Тиберий был убит в том же году.